# Werkgroep Willekeurige Opsluiting
De Werkgroep Willekeurige Opsluiting is een door de VN ingesteld orgaan, samengesteld uit onafhankelijke mensenrechtenexperten, dat zich uitspreekt over gevallen van willekeurige gevangenneming.

## Oprichting en werkwijze
In 1991 is de Werkgroep Willekeurige Opsluiting opgericht door de voormalige Mensenrechtencommissie van de Verenigde Naties als een van de "bijzondere procedures". Na de afschaffing van de commissie kwam de werkgroep onder de voogdij van diens opvolger, de Mensenrechtenraad van de Verenigde Naties. Deze heeft het mandaat van de Werkgroep herhaaldelijk verlengd.
De werkgroep wint informatie in bij diverse bronnen, waaronder niet-gouvernementele organisaties en de families van de betrokkenen, en richt dringende oproepen aan regeringen om het lot van opgeslotenen uit te klaren. Hij kan ook opsporingsmissies uitvoeren in landen die de werkgroep daartoe uitnodigen. Het tegensprekelijk onderzoek gevoerd door de werkgroep resulteert in opinies waarin wordt aangegeven of het internationaal recht inzake willekeurige opsluiting is geschonden (o.m. de Universele Verklaring van de Rechten van de Mens en het BUPO) en welke remedies zijn aangewezen (o.m. vrijlating, schadevergoeding). De opinies hebben bindende werking maar zijn in de praktijk soms moeilijk afdwingbaar.

## Bekende zaken
Onder meer Aung San Suu Kyi en Mohamed Nasheed zijn na tussenkomst van de werkgroep vrijgelaten. Mohamed Morsi bleef ondanks hun oproep in de cel.
In december 2015 oordeelde de werkgroep dat Julian Assange onrechtmatig werd vastgehouden door de regeringen van Groot-Brittannië en Zweden.

## Leden
| Naam                                                  | Land       | Termijn   |
| ----------------------------------------------------- | ---------- | --------- |
| Seong-Phil Hong (President-Rapporteur)                | Zuid-Korea | 2014-2020 |
| José Antonio Guevara Bermúdez (Eerste Vice-President) | Mexico     | 2014-2020 |
| Sétondji Roland Adjovi (Tweede Vice-President)        | Benin      | 2014-2020 |
| Vladimir Tosjilovski                                  | Oekraïne   | 2010-2016 |
| Leigh Toomey                                          | Australië  | 2015-2021 |

| Naam                           | Land                  |
| ------------------------------ | --------------------- |
| Aslan Abasjidze                | Georgië               |
| Tamás Bán                      | Hongarije             |
| Manuela Carmena                | Spanje                |
| Seyyed Mohammad Hashemi        | Iran                  |
| Laity Kama                     | Senegal               |
| Louis Joinet                   | Frankrijk             |
| Kapil Sibal                    | India                 |
| Petr Uhl                       | Tsjechische Republiek |
| Soledad Villagra de Biedermann | Paraguay              |
| Leila Zerrougui                | Algerije              |
| El Hadji Malick Sow            | Senegal               |
| Shaheen Sardar Ali             | Pakistan              |
| Roberto Garretón Merino        | Chili                 |
| Mads Andenas                   | Noorwegen             |